# Двері в хмари
«Двері в хмари» — кінофільм режисера Мані Каула, що вийшов на екрани в 1994 році.

## Зміст
Дивовижний папуга розповідає юній індійській принцесі, заточеній в шикарному замку, хвилюючі історії про кохання. І поки дівчина залишається замкнутою в своїй золотій клітці, птиця приводить до неї її коханого.

## Ролі
| Актор          | Роль |
| -------------- | ---- |
| Ану Агравал    | -    |
| Мурад Алі      | -    |
| Васадева Бхайт | -    |
| Шаші           | -    |
| Ірфан          | -    |

## Знімальна група
- Режисер — Мані Каул
- Сценарист — Мані Каул
- Продюсер — Лаліта Крішна, Хартмут Колер, Регіна Циглер
- Композитор — Fariduddin Dagar